# ミュージックスクランブル
『ミュージックスクランブル』は、ニッポン放送が1992年4月6日から2021年3月26日までNRN系列局向けに裏送り扱いで放送していた音楽番組である。

## 番組内容
1992年4月、ニッポン放送ローカルでは、平日の昼間に放送している『高田文夫のラジオビバリー昼ズ』の時間枠で、NRN系列30局向けに裏送りで放送されている歌謡曲メインの音楽番組として開始した。開始当初は、東芝EMIが提供社として名を連ねていたため、番組タイトルに同社の冠が入っており、スポンサーの撤退以後は、レコード会社を問わず楽曲を掛けた。
番組構成は、平日の5日間でパーソナリティが季節の話題などを切り出し、同一の歌謡曲を2週間サイクルで入れ替えて2曲を掛ける。流す楽曲は演歌が中心だが、2015年以降はJ-POPのナンバーや韓流アーティスト楽曲の比率が増えた。2006年から番組構成の中で「あなたの街の小自慢（こじまん）・プチ自慢」と題してリスナーから投書を募り、1週間毎に（北海道 / 東北・中部・近畿 / 中国 / 四国・九州 / 沖縄）の地域順で変えて紹介し、ネット局に組み込まれていない、関東圏のリスナーの投書をスキップしていたが、radikoプレミアム開始以降、地方局で聞く関東在住リスナー投稿が扱われ、その際は中部地方の週に組み入れられる。

### 番組の終焉
2021年1月の最末期にプチ・リニューアルを実施。前年までは番組内にかけたオープニング曲の後と終盤の2曲から、終盤の1曲に縮小した。2021年3月1日の放送で、2021年3月26日に番組を終了することを告知した。これにより、1992年4月から始まった番組は、29年の歴史に幕を閉じた。

## 出演者
肩書き無しはニッポン放送のアナウンサー（出演時点）

### パーソナリティ
- 麻生詩織（歌手） - 1992年4月 - 1997年12月
- 峠恵子（歌手） - 1998年1月 - 9月
- 塚越孝 - 1998年10月 - 2006年3月31日
- 山本剛士 - 2006年4月3日 - 2007年9月28日[2]、2007年10月1日 - 2017年9月29日
- 吉田尚記 - 2009年9月14 - 18日
- 増田みのり - 2012年8月13 - 24日
- 箱崎みどり - 2017年10月2日 - 2019年5月31日
- ひろたみゆ紀 - 2019年6月3日 - 2021年3月26日

## ネット局
放送時間の早い順から記載

### 番組終了時
| 放送対象地域  | 放送局名                      | 放送時間      | 備考                                                                           |
| ------------- | ----------------------------- | ------------- | ------------------------------------------------------------------------------ |
| 中京広域圏    | CBCラジオ                     | 12:20 - 12:30 |                                                                                |
| 長崎県 佐賀県 | 長崎放送（NBC） NBCラジオ佐賀 | 12:35 - 12:44 |                                                                                |
| 山梨県        | 山梨放送（YBS）               | 12:40 - 12:49 |                                                                                |
| 福岡県        | 九州朝日放送（KBC）           | 12:45 - 12:55 | [ 5 ]                                                                          |
| 新潟県        | 新潟放送（BSN）               | 12:50 - 13:00 |                                                                                |
| 鹿児島県      | 南日本放送（MBC）             | 13:10 - 13:20 |                                                                                |
| 熊本県        | 熊本放送（RKK）               | 13:30 - 13:40 |                                                                                |
| 北海道        | 北海道放送（HBC）             | 13:40 - 13:50 | 「カーナビラジオ午後一番!」内                                                  |
| 宮城県        | 東北放送（TBC）               | 13:30 - 13:40 | 「ロジャー大葉のラジオな気分（月曜 - 木曜） ラジオな気分フライデー（金曜）」内 |
| 福島県        | ラジオ福島（rfc）             | 15:15 - 15:25 | 「Radio de Show -ラジオでしょう-」内                                           |
| 島根県 鳥取県 | 山陰放送（BSS）               | 15:40 - 15:50 | 「午後はドキドキ!」（月曜・木曜・金曜）内                                      |
| 秋田県        | 秋田放送（ABS）               | 16:00 - 16:10 | 「まちなかSESSION エキマイク」内                                               |
| 山口県        | 山口放送（KRY）               | 16:05 - 16:15 |                                                                                |
| 静岡県        | 静岡放送（SBS）               | 16:10 - 16:20 | [ 8 ]                                                                          |
| 沖縄県        | ラジオ沖縄（ROK）             | 16:30 - 16:40 |                                                                                |
| 香川県        | 西日本放送（RNC）             | 16:20 - 16:30 |                                                                                |
| 大分県        | 大分放送（OBS）               | 16:20 - 16:30 |                                                                                |
| 青森県        | 青森放送（RAB）               | 16:25 - 16:35 |                                                                                |
| 富山県        | 北日本放送（KNB）             | 16:30 - 16:40 |                                                                                |
| 福井県        | 福井放送（FBC）               | 16:30 - 16:40 |                                                                                |
| 高知県        | 高知放送（RKC）               | 16:30 - 16:40 |                                                                                |
| 徳島県        | 四国放送（JRT）               | 16:30 - 16:40 |                                                                                |
| 宮崎県        | 宮崎放送（MRT）               | 16:30 - 16:40 |                                                                                |
| 石川県        | 北陸放送（MRO）               | 16:35 - 16:45 |                                                                                |
| 和歌山県      | 和歌山放送（wbs）             | 16:40 - 16:50 |                                                                                |
| 山形県        | 山形放送（YBC）               | 16:50 - 17:00 |                                                                                |
| 岩手県        | IBC岩手放送                   | 17:15 - 17:25 |                                                                                |
| 岡山県        | RSK山陽放送（RSK）            | 17:15 - 17:25 |                                                                                |
| 長野県        | 信越放送（SBC）               | 17:45 - 17:55 | [ 10 ]                                                                         |

### 過去
| 放送対象地域 | 放送局          | 放送時間      | 備考                                                  |
| ------------ | --------------- | ------------- | ----------------------------------------------------- |
| 広島県       | 中国放送（RCC） | 16:20 - 16:30 | 東芝EMI協賛時代の一時期のみ                           |
| 近畿広域圏   | 朝日放送（ABC） | 16時台        | 「元気イチバン!!芦沢誠です」内 珍ニュースクイズ終了後 |
| 愛媛県       | 南海放送（RNB） | 13:30 - 13:40 | 「TIPS」内 2016年9月打ち切り。                        |

- 3局ともCMは放送している。

## 前番組
- 前身は1967年に開始した「クラウンレコード1万円クイズ」（ニッポン放送におけるDJは永らく梶幹雄）。10余年の中断を挟み、2004年から元の文化放送の制作で復活している。

「ミュージックスクランブル」との差異はクイズと懸賞の有無だけで、番組形式は殆ど同一と言ってよい。即ち、「クラウンレコード1万円クイズ」が冠スポンサーの日本クラウンの降板により一旦終了（1992年頃）した事に伴い、放送枠もそのままに、前者の代替として開始されたのが当「（東芝EMI）ミュージックスクランブル」である。